# Judgment Day 2007
Judgment Day 2007 was een professioneel worstel-pay-per-viewevenement geproduceerd door World Wrestling Entertainment (WWE). Dit evenement was de 9de editie van Judgment Day en vond plaats in de Scottrade Center in Saint Louis (Missouri) op 20 mei 2007.

## Matchen
| Nr.                                                                          | Match | Winnaar(s)                    |
| ---------------------------------------------------------------------------- | --- | ----------------------------- |
| 1                                                                            | Ric Flair vs. Carlito in een een-op-eenmatch                                                                                    | Ric Flair                     |
| 2                                                                            | Team McMahon (Mr. McMahon (c), Shane McMahon en Umaga) vs. Bobby Lashley in een 3-op-1 Handicap match voor het ECW Championship | Bobby Lashley; Vince (c)      |
| 3                                                                            | CM Punk vs. Elijah Burke in een een-op-eenmatch                                                                                 | CM Punk                       |
| 4                                                                            | Shawn Michaels vs. Randy Orton in een een-op-eenmatch                                                                           | Randy Orton                   |
| 5                                                                            | Hardy Boyz (c) vs. Lance Cade en Trevor Murdoch in een tag team match voor het World Tag Team Championship                      | Hardy Boyz (c)                |
| 6                                                                            | Edge (c) vs. Batista in een een-op-eenmatch voor het World Heavyweight Championship                                             | Edge (c)                      |
| 7                                                                            | Chris Benoit (c) vs. Montel Vontavious Porter in een Two out of Three Falls match voor het WWE United States Championship       | Montel Vontavious Porter (nc) |
| 8                                                                            | John Cena (c) vs. The Great Khali in een een-op-eenmatch voor het WWE Championship                                              | John Cena (c)                 |
| (c) huidige kampioen voor en na de match \| (nc) nieuwe kampioen na de match | |                               |